# ランチドレッシング

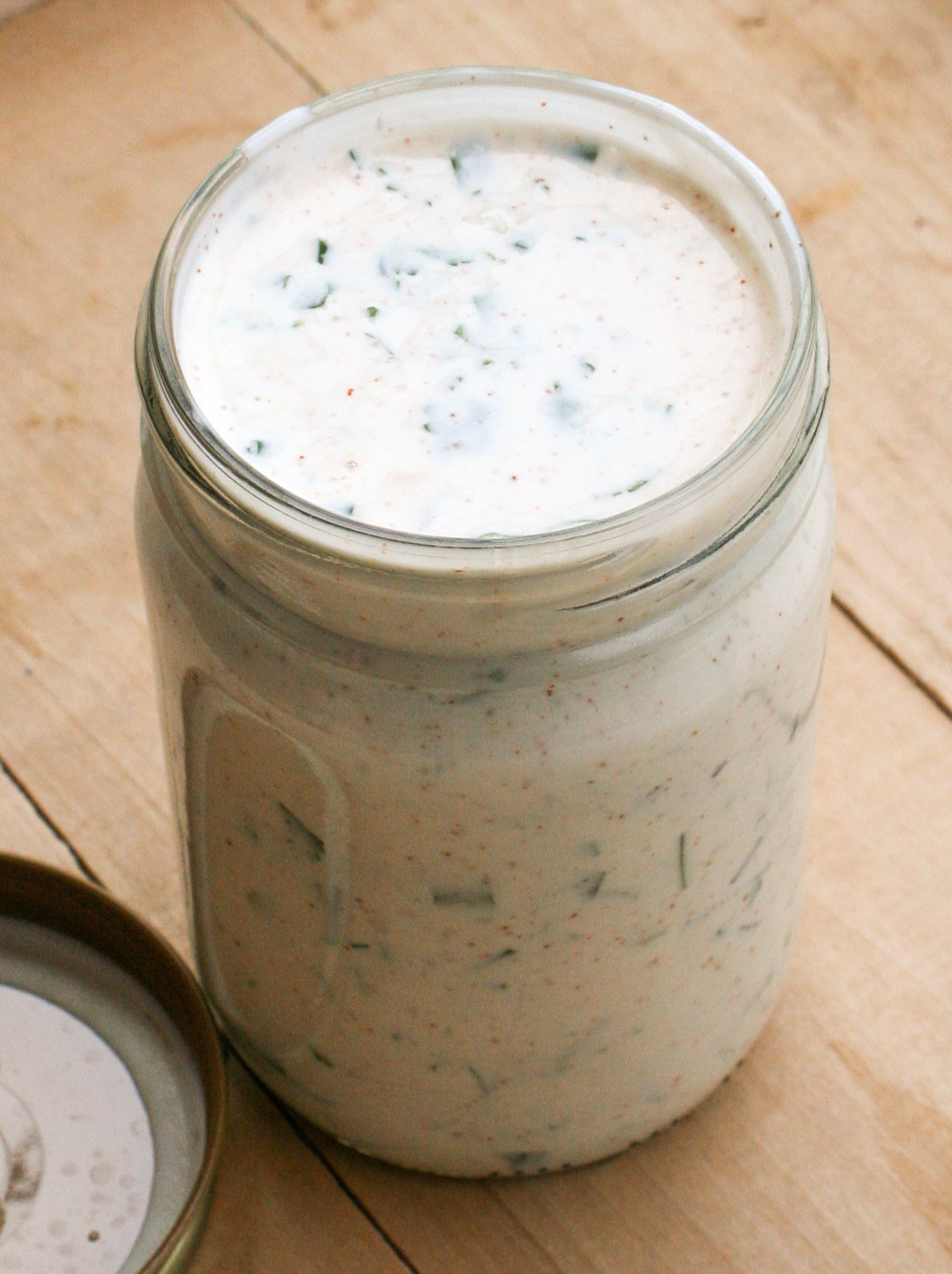
瓶入りのランチドレッシング

ランチドレッシング（英: Ranch dressing）は、サラダドレッシングの一種で、バターミルク、サワークリーム、ヨーグルト、マヨネーズ、みじん切りにしたエシャロット、ガーリックパウダーその他の調味料や香辛料から作られる。ランチの語源は牧場(ranch)であり昼食(lunch)ではない。
アメリカにおいては1992年以降イタリアンドレッシングをしのぎ最も販売数の多いドレッシングとなっている。ディップ用ドレッシングとしても用いられる。

## 歴史
1954年にスティーブ・ヘンソンとガイル・ヘンソンがカリフォルニア州サンタバーバラに"Hidden Valley Ranch"という観光牧場を開いた。そこで二人はスティーブが発案したドレッシングを訪問客に提供した。これが人気を博したため持ち帰り用の瓶詰を販売し始めるとともに、工場を作ってマヨネーズとバターミルクに混ぜるためのランチ・シーズニングのパック詰めを売り始めた（このパック詰めは現在も売られている）。そして1972年にクロロックスがこのブランドを800万ドルで買収した。
クロロックスは利便性のために何回かドレッシングの改良を行っている。最初の改良では家庭でバターミルクの代わりにミルクを混ぜれば済むようにバターミルク香料を配合した。また1983年には常温保存可能な瓶詰の製品を開発した。現在ではクロロックスの子会社"Hidden Valley Ranch Manufacturing LLC"はネバダ州のリノとイリノイ州のホイーリングにある二つの大工場でランチドレッシングのパック詰めと瓶詰を生産している。
さらに1980年代には、1987年のCool Ranch Doritosを皮切りに人気のあるスナックフードの味付けとしてランチが用いられ、1994年のHidden Valley Ranch Wavy Lay'sに採用された。

## 普及
ランチドレッシングは一般的なディップ用ソースであり、ブロッコリーやニンジンなどの温野菜や、チップス、フレンチフライ、チキンフライなどの揚げ物用、その他の料理用ソースにも用いられる。ランチドレッシングは Hidden Valley Ranch 以外にも、Ken's、Kraft、Marie's、ニューマンズ・オウン、Wish-Bone など、多くの食品メーカーから売り出されている。

## 成分
ランチドレッシングは脂肪分が高いことで知られる。大さじ2杯分で145kcal (608kJ)、15gの脂肪を含む。カロリーの94%が脂肪に由来する。